# Eugene Deatrick

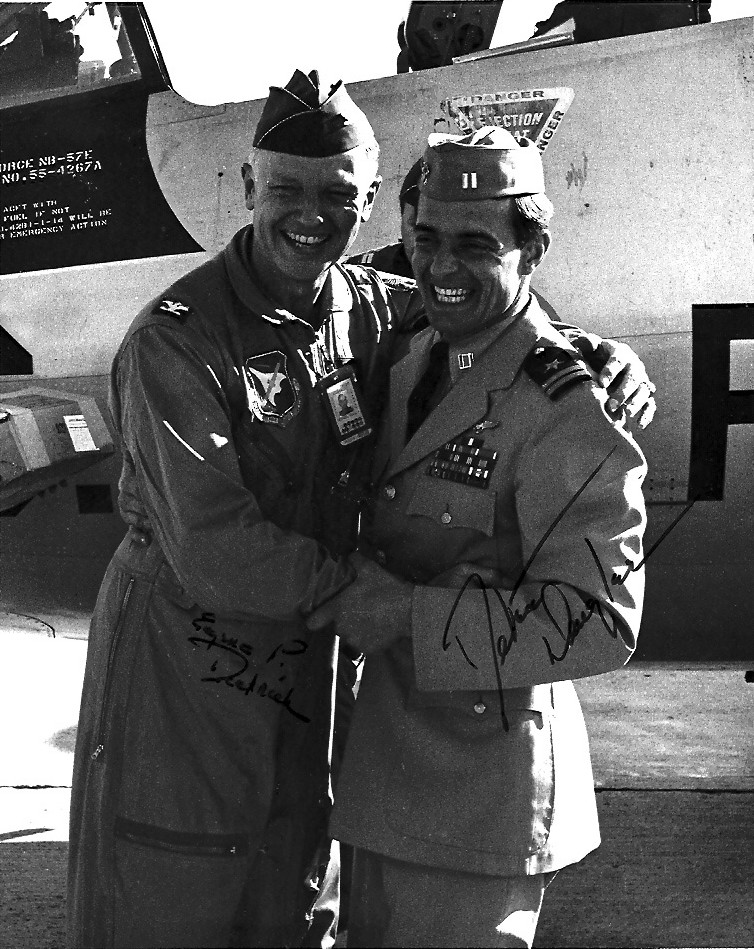
Eugene Deatrick et Dieter Dengler en 1968

Eugene Peyton Deatrick Jr., né à Pittsburgh, en Pennsylvanie (États-Unis), le 17 novembre 1924 et mort le 30 décembre 2020, est un colonel de l'Armée de l'air des États-Unis, un pilote d'essai, et un ancien combattant à la retraite.
Eugene Deatrick est surtout connu pour son rôle dans le sauvetage de Dieter Dengler, lieutenant de la marine américaine, au cours de la guerre du Vietnam. Le sauvetage a été narré dans les films de Werner Herzog Little Dieter Needs to Fly, où il joue son propre rôle, et Rescue Dawn et aussi par Hero Found: The Greatest POW Escape of the Vietnam War, le best-seller de Bruce B. Henderson (en).